# Клуедо
Клуедо је популарна логичка друштвена игра на табли. Настала је у Великој Британији, а осмислио ју је британски музичар Антони Прат (Anthony E. Pratt) 1943. године. Игра се на тржишту први пут појавила 1949. године.
У игри може учествовати између 3 и 6 играча, а намењена је свим узрастима, од млађих основаца па на даље.

## Име игре
Оригинално име игре, како га је Прат осмислио, било је Murder (Убиство). Садашње име настало је када се игра појавила на тржишту, од енглеске речи "траг" (clue). У Сједињеним Америчким Државама продаје се и игра под именом Клу, док је британско име настало додавањем латинске речи ludo (игра) - Клуедо (clue + ludo = Cluedo).

## Историја настанка игре
Игру Клуедо осмислио је 1943. године брачни пар Антони и Елва Прат.). Он је као пијаниста свирао на сеоским имањима богатих Европљана, на којима је једна од игара на забавама била и игра детектива. Пратио је „крими мистерије” које су се одвијале пред његовим очима и памтио и бележио ситуације у којима су гости ових елегантних кућа играли улоге убица, гостију и жртви са све урлицима и театралним падањем на под. Неколико година касније, током Другог светског рата, Прат је ову салонску игру крими мистерије претворио у друштвену игру под називом „Murder” („Убиство”).
Од 1943. до 1945. године, док је радио у локалној фабрици муниције у Бирмингему, Прат је измислио и дизајнирао осумњичене и оружја за игру. Његова супруга Елва му је помагала, направивши таблу за игру на њиховом столу за ручавање. До тада је већ постао озбиљан љубитељ крими романа. У једном интервјуу из 2009. године, његова ћерка испричала је да је њен отац био пасионирани читалац романа Рејмонда Чендлера.
Током 1947. године Прат је патентирао игру и продао је британском произвођачу Вадингтонс (Waddington’s) и њиховом америчком пандану Браћа Паркер (Parker Brothers), данас у власништву Хасброуа (Hasbro). Због послератних несташица игра се на тржишту појавила тек 1949. године. У Британији је продавана под именом Клуедо (Cluedo), а у Сједињеним Америчким Државама под именом Клу (Clue).

### Варијације у дизајну и концепту игре
Игра Клуедо је током година доживела велики број промена, али је основни концепт остао онакав каквог га је осмислио Прат. Пратов оригинални патент је садржао 10 ликова и нека необична оружја, као што је ирски штап за шетњу (shillelagh) или хиподермични шприц. У међувремену су неким верзијама додати бејзбол палица и пиштољ са пригушивачем. У коначној верзији, која је данас уобичајена, остало је само 6 ликова, 6 оружја и 9 просторија.
Саставни део комплета за игру од почетка су, поред карата са сликом оружја, биле и фигурице оружја којим је почињено убиство. Данас су то пластични модели, али је у почетку конопац био право парче канапа, а оловна цев је била направљена од комада правог олова, али је 1965. године замењена минијатуром од калаја, због тога што је олово отровно.
Ликови потенцијалних убица током година су такође еволуирали, како би испратили моду, фризуре и трендове у поп култури. Првобитна верзија игре из 1949. године данас би изгледала веома старомодно. Верзија игре из 1960. године је преузела анимирани изглед из тада популарних цртаних филмова, док је верзија из 1980. године преузела углађен стил тог времена. Током 2008. године игра је поново освежена за 21. век. Пуковник Мустард, војник по професији, је постао фудбалска звезда Џек Мустард. Професор Плум, иначе археолог, је постао Виктор Плум, паметњаковић, милионер и дизајнер видео игара. Кућа је у међувремену реновирана и добила је спа центар и кућни биоскоп.

## Прибор за игру
- Табла за игру
- 6 фигурица различите боје, које представљају играче - детективе
- 2 коцкице за игру
- 1 "тајни" коверат
- 21 картица - "траг"

Додатни прибор:
- Блокчић - детективска бележница
- 6 фигурица које представљају оружје[4]

### Табла за игру
Табла за игру представља луксузну кућу жртве, у којој је убиство почињено. Приказује собе, ходнике и тајне пролазе енглеске сеоске куће која се зове Палата Бодијевих (Boddy Mansion). У ранијим верзијама звала се и Дом Тјудорових, Палата Тјудорових исл. Кућа се састоји од 9 просторија између којих су поља по којима се фигурице крећу. Неке просторије имају један улаз односно излаз, а неке два. Играч може ући у просторију само са поља која су непосредно поред "врата". Просторије које се налазе на угловима куће имају "тајни пролаз" кроз који се одмах може прећи у просторију на супротном углу. По ободу табле налази се и 6 почетних поља, свако у боји једне од фигурица које представљају играче. Комбинације просторија могу бити различите, а једна од њих изгледа овако:
- Хол
- Салон
- Трпезарија
- Кухиња
- Спаваћа соба
- Студио
- Билијар сала
- Кабинет
- Библиотека

|         |            |  |                           |              |              |  |   |  |
|         | †          |  |                           | Спаваћа соба |              |  | ‡ |  |
| Кухиња  | Студио     |  |                           | Спаваћа соба |              |  |   |  |
|         |            |  |                           | Спаваћа соба |              |  |   |  |
|         |            |  |                           |              |              |  |   |  |
|         | Трпезарија |  | Централно поље за коверту |              | Билијар сала |  |   |  |
|         | Трпезарија |  | Централно поље за коверту |              |              |  |   |  |
| Кабинет | Трпезарија |  | Централно поље за коверту |              |              |  |   |  |
|         |            |  |                           |              |              |  |   |  |
|         |            |  | Хол                       |              |              |  |   |  |
| Салон   | Библиотека |  |                           |              |              |  |   |  |
| ‡       | †          |  |                           |              |              |  |   |  |
|         |            |  |                           |              |              |  |   |  |

Знакови † и ‡ представљају места на табли где се налази "тајни пролаз"

### Фигурице за игру
Фигурице за игру најчешће су пластичне, у бојама главних ликова (црвена, жута, зелена, плава, љубичаста и бела) и облика шаховских пешака или фигурица ликова. Повремено се праве од дрвета или гипса.

### Картице
- 9 картица које представљају просторију у којој је извршен злочин
- 6 картица које представљају убицу
- 6 картица које представљају оружје којим је извршено убиство

#### Картице ликова потенцијалних убица
На шест картица налазе се ликови шест гостију који су, према уводној причи, претходне вечери боравили у кући где је почињено убиство:
- Професор Блек (Prof. Black енг. Black=Црни) - у оригиналној верзији љубичаста боја[5]
- Госпођа Блу (Mrs. Blue енг. Blue=Плава)
- Господин Грин (Mr. Green енг. Green=Зелени)
- Госпођица Ред (Miss Red енг. Red=Црвена)
- Госпођа Вајт (Mrs. White енг. White=Бела)
- Доктор Јелоу (Dr. Yellow енг. Yellow=Жути)

У игри учествује још једна личност, која нема своју картицу. То је домаћин куће и жртва убиства - господин Боди (Mr. Body енг. Body=Тело)

#### Картице оружја
Шест картица представљају оружје којим је убиство почињено:
- Конопац
- Бодеж, односно нож
- Пиштољ
- Свећњак
- Француски кључ
- Метална шипка[4] - у оригиналној верзији оловна цев[5]

## Правила игре

### Заплет којим почиње игра
Игра почиње причом о злочину који се десио и углавном гласи:
| „ | Све почиње у кући господина Бодија, где је у једној од просторија пронађено његово тело. „Господин Боди је очигледно жртва прљаве игре” - изјавио је локални инспектор окупљеним новинарима. Једино су позната имена људи који су били на пријему код господина Бодија претходне вечери, а то су: господин Грин, госпођица Ред, професор Блек, госпођа Вајт, доктор Јелоу и госпођа Блу. Све остало је обавијено велом мрачне мистерије. На вама је да откријете: 1. Ко је то учинио, 2. Где, 3. Чиме?... | ” |

### Оригинални ликови у причи
Сви ликови у игри, укључујући господина Бодија, власника куће који је жртва убиства, имају свој карактер, биографије и на неки начин сумњиву прошлост. Осим тога, кроз добро осмишљену причу сви ликови су међусобно повезани породичним, пријатељским или пословним везама. Ова позадинска прича игри даје посебну драж. Оригинални ликови, који су присуствовали на забави господина Бодија, су следећи:
- жути лик - Colonel Michael Mustard (пуковник Мајкл Мустард, mustard=сенф) је професионални војник атлетске грађе.[5] Он је галантни војни херој чија блистава каријера скрива замагљену прошлост. Учи од јаких и лако се носи са слабима. Он верује да су жртве у рату неизбежне и обично је једини преживели у бици. Авантуристичког је духа, а у борби увек побеђује, чак и ако то значи издају савезника. Партнер је гламурозне глумице, госпође Скарлет. Са убијеним господином Бодијем је пријатељ са колеџа.[6] У 21. веку пуковник Мустард, је постао фудбалска звезда Џек Мустард.[3]
- црвени лик - Miss Vivienne Scarlet (госпођица Вивијен Скарлет, scarlet=скерлетна, гримизна, ружичасто-црвена боја) је лепа, лепршава глумица,[5] једина особа у игри која никада није била у браку.[7] Она је гламурозна и амбициозна глумица која гаји страст према слави, богатству, а посебно мушкарцима. Не дозвољава да јој нико стане на пут. Ћерка је госпође Пикок и девојка пуковника Мустарда. Живи у Арлингтон Гренџу са мајком и собарицом, госпођом Вајт. Позната је личност и новине често пишу о њеном љубавном животу. Била је вереница убијеног господина Бодија.[8]
- зелени лик - Mr. Green (господин Грин), у оригиналној верзији је Rev. Jonathan Green (Велечасни Џонатан Грин),[9] је свештеник за кога се многи питају да ли је светац или грешник. Познат је по мутном пословању на берзи, а зарађени новац наводно користи за помоћ Енглеској цркви. Његов животни мото је "Узми од богатих и даруј сиромашнима", или боље речено, даруј себи. Међу жртвама његове изнуде били су и родитељи господина Бодија, Самјуел и Маргарет Боди. Његов компањон био је брат Маргарет Боди, Хуго Блек.[10]
- плави лик - Mrs. Elizabeth Peacock (госпођа Елизабет Пикок, peacock=паун) је злобна, политички ангажована жена,[5] иначе најбогатија особа у друштву.[11] Има титулу Леди од Арлингтон Гранџа и домаћица је високог друштва. Стално покушава да избегне своју репутацију коју би радије заборавила, а прозвана је по надимку "Мама плава птица" (Ma Bluebird) због мистериозне смрти својих мужева. Била је блиска пријатељица мајке господина Бодија, Маргарет Боди и у вези са њеним братом Хугом Блеком.[12] Мајка је госпођице Скарлет.[8]
- Љубичасти лик - Prof. Peter Plum (професор Питер Плам, plum=шљива) је уштогљени и интелигентни професор,[5] најобразованија особа у друштву.[13] Сумњив је због својих истраживачких метода. Био је ожењен ћерком господина Бодија. Свој експериментални лек тестирао је на њој, што је довело до њене смрти. Потписао је уговор с једном фармацеутском компанијом и створио лек који још није тестиран али се комерцијално продаје, проузрокујући смрт хиљаде људи.[14] У 21. веку Професор Плам, у неким верзијама и археолог, постао је Виктор Плам, паметњаковић, милионер и дизајнер видео игара.[3]
- бели лик - Mrs. Blanche White (госпођа Бланша Вајт, фр. blanche=бео) је собарица, одана домаћица и поверљива особа. Тренутно ради за госпођу Пикок, која јој је уједно и блиска пријатељица. Зна све вести у Арлингтону, чак и неке које не би требало. Бивши послодавац био јој је господин Боди.[15] Била је домаћица још код његових родитеља и бринула се о њему када је остао сироче.[16]
- Наравно, ту је и лик око ког се плете цела прича, Mr. John Boddy (господин Џон Боди). Он је милионерски који зна све тајне својих "пријатеља". Претио је да ће их обелоданити и убијен је. Тајне је сазнао из тајног дневника који је собарица и домаћица, госпођа Вајт водила, а који је пронашао у кухињи.[16]

### Ток игре
Игра почиње тако што играчи поставе своје фигурице на стартна поља одговарајуће боје. Затим се картице одвоје према садржају (просторија - особа - оружје) и промешају. Из сваке гомиле извуче се по једна, тако да се не виде и све три се ставе у "тајни коверат" који се постави затворен на средину табле. Ове три картице представљају решење загонетке ко је, чиме и у којој просторији убио господина Бодија. То је уједно и циљ игре - погодити која се комбинација карата налази у коверту. Остале карте поделе се у круг свим играчима, при чему неће увек сви играчи имати исти број карата.
Игра стартује бацањем две коцкице. Збир бројева на обе коцкице представља број поља које играч може прећи на табли. Играчи се по табли могу кретати само вертикално и хоризонтално, никако по дијагонали. Сваки играч се труди да што пре доспе до једне од просторија, јер само тада може постављати питања својим суиграчима. У просторију може ући само када добије тачан број поља која га уводе у просторију. У просторију може ући само преко поља која се налазе уз врата, а исто тако само кроз врата може и изаћи. Играч може одабрати и да, уместо кретања по табли, прође кроз тајни пролаз (који се налази у просторијама у угловима табле) и тако одмах доспе у дијагоналну просторију. На истом пољу на табли не могу се наћи две фигурице, али у просторији могу. У једном бацању играч не може изаћи и одмах ући у исту просторију.
Ушавши у одређену просторију просторију играч поставља питање суиграчу са леве стране, односно предлаже решење комбинације скривене у коверту на средини стола - просторију, особу и оружје. Питање мора бити везано за просторију у којој се играч тренутно налази (на пример, у салону ће изложити претпоставку: "у салону је г. Грин убио г. Бодија свећњаком"). Суиграч са леве стране ће оповргнути ову изјаву тако што ће показати било коју (само једну!) од поменутих карата, ако је има у рукама. Ако нема ни једну од поменутих карата, изјаву ће покушати да оповргне следећи суиграч на левој страни, показивањем једне карте, уколико поседује неку. Сваки играч у једном кругу поставља једно питање, односно излаже једно решење случаја. Циљ игре је да, системом елиминације показаних карата играчи дођу до закључка које три карте се не налазе ни код једног од играча, зато што су затворене у коверту. Наравно, како би отежали решење суиграчима, играчи имају право да више пута покажу исту карту. Победник је онај играч који први погоди комбинацију карата скривених у коверту, односно сакупи трагове и открије ко је убица, са којим оружјем је жртва убијена и локацију злодела. У том случају ни један суиграч неће моћи да покаже ни једну картицу.

## Културолошки утицај
Игра Клуедо је оставила велики траг у свету друштвених игара, али и поп култури. њена популарност расла је са популарношћу детективских романа и филмова. Године 2017. уврштена је у Националну галерију славних играчака (National Toy Hall of Fame). Процењује се да је широм света продата у 150 милиона примерака. Међутим, упркос овако великом успеху Ентони Прат и његова породица нису профитирали од тога. Током 1953. године Прат је продао права за игру компанији Вадингтонс, пошто га је ова известила да се игра не продаје добро. За узврат је добио 5.000 фунти.
Године 1985. игра Клуедо је послужила као инспирација за филм Траг, са Тимом Каријем у главној улози, затим за мјузикл и велики број телевизијских шоу програма. Поред тога ова друштвена игра изродила је више интернационалних верзија и спин-офова базираних на трендовима поп културе. Игра је доживела и многа тематска издања, каква су верзија Ратови звезда, Игра престолаи Симпсонови. На основу Клуеда настала је и савремена популарна игра Мистериум, у којој је постављена слична формула, осим што се од играча тражи да сарађују и заједно реше убиство.